# Fleur de Marie (Willemstad)
Fleur de Marie – osada (buurt)  w dzielnicy Scharloo miasta Willemstad, w dystrykcie Willemstad, w kraju autonomicznym Curaçao, należącym do Holandii, w Ameryce Południowej. 20 października 2023 r. liczyła 166 mieszkańców. 